# O Cerco
O Cerco és una pel·lícula portuguesa del 1970 dirigida per António da Cunha Telles, que, com Belarmino (1964), de Fernando Lopes – compartint ambdós influències que van marcar el Novo Cinema portuguès (neorealisme i Nouvelle Vague) - s'identifica en la gosadia formal i en el retrat, més íntim en la seva veritat personal, més al gust de l'autor més que a la doctrina. Aquesta tendència s'accentuaria en el documental.

## Sinopsi
Marta, filla de l'alta burgesia lisboeta, deixa el seu marit. N'està farta. Sap que hi ha coses que ja no li interessen i intenta unanova vida. És hostessa de terra en una companyia d'aviació i model d'una agència de publicitat. Té problemes de diners i recorre a Vítor per millorar les coses. Però tot empitjora. Vítor, un contrabandista a qui la vida ja ho ha ensenyat tot i a que no té esperança, li agrada, la reconforta, però no li dona res del que realment necessita. Un dia, apareix mort. Culpa seva? Un descuit? I la Marta continua, sempre d'una certa manera, sola, a la recerca de qualsevol cosa, en un terreny que no és del tot propi.

## Repartiment
- Maria Cabral (Marta)
- Ruy de Carvalho (Dr. Alves)
- Miguel Franco (Vítor Lopes)
- Mário Jacques (Carlos)
- David Hudson (Bob)
- Óscar Cruz (Rui)
- Lia Gama (dona da boutique)
- Zita Duarte (amiga de Marta)
- Manuela Maria (Suzette)
- Armando Cortez (Eng. Machado)
- Edith Sara (manicura)
- Osvaldo Medeiros (dono do stand)
- Luís Capinha (António Hélder)
- Rui de Matos (encenador)
- José Guerra e Silva (Chefe Roberto)
- Mário Rocha (Martins)
- Ana Maria Lucas
- Pedro Efe
- Grupo Cénico da CNN

## Recepció
Quan António da Cunha Telles es posa al treball, esta arruïnat per les seves aventures com a productor. Té molt creditors i els seus companys de la cooperativa Centro Português de Cinema que produïda les obres del Novo Cinema el van col·locar "en quarantena".
Assetjat, Cunha Telles s'omple de força i fa un film. Amb mitjans reduïts però amb una imaginació desperta, descartar l'aventura com a ventura. O Cerco estarà present a la Setmana de la Crítica del 23è Festival Internacional de Cinema de Canes de 1970 i tindrà el gran èxit de Novo Cinema. També fou exhibida a la selecció oficial del Festival Internacional de Cinema de Sant Sebastià 1970.
La improvisació, en aquest cas total,que és un dels principis de l'avantguarda francesa, serà el motor d'algunes pel·lícules que destaquen en el moviment. Aquesta característica, i en aquest cas en particular, no té cap relació amb documental.